# District de Balatonfüred
Le district de Balatonfüred (en hongrois : Balatonfüredi járás) est un des 10 districts du comitat de Veszprém en Hongrie. Créé en 2013, il compte 24 250 habitants et rassemble 22 localités : 21 communes et une seule ville, Balatonfüred, son chef-lieu.
Cette entité existait déjà auparavant, d'abord au sein de l'ancien comitat de Zala à sa création en 1908. Le district est ensuite passé en 1946 dans l'ancien comitat de Veszprém. Il a été supprimé en 1956.

## Localités
- Alsóörs
- Aszófő
- Balatonakali
- Balatoncsicsó
- Balatonfüred
- Balatonszepezd
- Balatonszőlős
- Balatonudvari
- Csopak
- Dörgicse
- Lovas
- Monoszló
- Óbudavár
- Örvényes
- Paloznak
- Pécsely
- Szentantalfa
- Szentjakabfa
- Tagyon
- Tihany
- Vászoly
- Zánka